# Subkowy (gmina)
La gmina de Subkowy est une commune rurale de la voïvodie de Poméranie et du powiat de Tczew. Elle s'étend sur 78,22 km2 et comptait 5 236 habitants en 2006. Son siège est le village de Subkowy qui se situe à environ 12 kilomètres au sud de Tczew et à 42 kilomètres au sud de Gdansk, la capitale régionale.

## Villages
La gmina de Subkowy comprend les villages et localités de Brzuśce, Bukowiec, Gorzędziej, Mała Słońca, Mały Garc, Mały Gorzędziej, Narkowy, Pasiska, Radostkowo, Radostowo, Rybaki, Starzęcin, Subkowskie Pole, Subkowy, Subkowy Małe, Waćmierz, Wielgłowy et Wielka Słońca.

## Gminy voisines
La gmina de Subkowy est voisine des gminy de Miłoradz, Pelplin, Starogard Gdański et Tczew.